# O Último Solo
O Último Solo é o terceiro álbum de estúdio solo do cantor brasileiro Renato Russo, lançado em outubro de 1997 pela EMI.
O álbum é composto por faixas gravadas para os dois álbuns solo anteriores do músico: The Stonewall Celebration Concert (1994) (cujo repertório é totalmente em inglês) e Equilíbrio Distante (1995) (em italiano). Conta ainda com uma faixa interativa contendo o[videoclipe de "Strani Amori", de Equilíbrio Distante, trechos em áudio de uma entrevista de Renato e informações sobre o disco.

## Produção e gravações
Conforme texto publicado no encarte, gravar mais faixas do que o que realmente sairia nos álbuns finais era comum para Renato - o próprio músico comentava que seus discos nasciam triplos, viravam duplos e no fim eram lançados como simples.
As canções escolhidas não tinham seus arranjos finalizados. Coube ao tecladista parceiro de Renato, Carlos Trilha, trabalhar nisso por oito meses, levando em conta ideias que Renato deixou em vida e o que o próprio Carlos deduzia que agradaria o amigo recém-falecido.  O tecladista chorou várias vezes conforme ouvia os trabalhos do amigo. Três canções tiveram de ser descartadas por estarem aquém do necessário para figurarem no disco.
Algumas faixas que haviam sido gravadas apenas com as vozes-guia (vocais gravados sem grande preocupação com a qualidade, apenas para que o produtor possa entender a canção melhor) e tiveram de passar por um longo processo de ajustes técnicos para que ficassem publicáveis. Algumas tinham o som do metrônomo, por exemplo. Foi para efetuar estas correções que O Último Solo se utilizou do Auto-Tune - o primeiro registro de uso da ferramenta no Brasil.
Para duas faixas ("The Dance" e "Il Mondo Degli Altri"), foi contratada uma orquestra de mais de 40 músicos, cuja performance foi gravada no Estúdio 1 do Abbey Road Studios - uma das ideias deixadas por Renato. Segundo Carlos, na época era mais barato ir até lá realizar a gravação do que promover uma sessão no Brasil. João e Carlos retornaram ao estúdio para masterizar o álbum com Nick Webb (Paul McCartney, Genesis, Oasis, Pink Floyd, The Rolling Stones).
Durante a preparação do álbum, Carlos deu detalhes da obra para o jornalista d'O Globo Antônio Carlos Miguel, o que enfureceu a diretoria da EMI, uma vez que o projeto ainda era tido como sigiloso. O mal-estar foi resolvido depois, antes do lançamento do disco.

### Título e capa
O título O Último Solo foi escolhido por Renato Manfredini, o pai de Renato, e possui duplo sentido: sugere ser o último disco do filho e ao mesmo tempo é uma referência ao solo crivado de flores que ele escolheu para receber suas cinzas.
A capa é assinada por Egeu Laus e tem como base um quadro pintado por Carmem Teresa Manfredini, irmã de Renato (o músico dizia, quando era vivo, que o quadro era dele e que um dia ele o levaria a seu apartamento). O encarte traz também fotos de objetos pessoais de Renato, capturadas por um fotógrafo contratado por Egeu. As fotos foram obtidas no apartamento do músico no Rio de Janeiro com autorização de seu pai.

## Lista de faixas
Todas as canções produzidas por Renato Russo e Carlos Trilha.
| N.º            | Título                              | Compositor(es)                                           | Duração |  |
| 1.             | "Hey, That's No Way to Say Goodbye" | Leonard Cohen                                            | 3:01    |  |
| 2.             | "The Dance"                         | Tony Arata                                               | 2:41    |  |
| 3.             | "Il Mondo Degli Altri"              | Francesco Palmieri Aleandro Baldi                        | 4:22    |  |
| 4.             | "Ti Chiedo Onestà"                  | Baldi Gianni Bigazzi Marco Falagian                      | 5:01    |  |
| 5.             | "Lettera"                           | Angelo Valsiglio Giovanni Salvatori Cheope Marco Maratii | 3:29    |  |
| 6.             | "I Loves You, Porgy"                | Ira Gershwin George Gershwin DuBose Heyward              | 3:29    |  |
| 7.             | "E Tu Come Stai?"                   | Claudio Baglioni                                         | 3:44    |  |
| 8.             | "Change Partners"                   | Irving Berlin                                            | 2:40    |  |
| Duração total: | Duração total:                      | Duração total:                                           | 28:27   |  |

| O Último Solo – Faixa interativa |                             |                                |               |         |  |
| N.º                              | Título                      | Compositor(es)                 | Diretor(es)   | Duração |  |
| 1.                               | "Strani Amori" (videoclipe) | Angelo Valsiglio, Roberto Buti | Mari Stockler |         |  |
| 2.                               | "Entrevista"                |                                |               |         |  |

## Créditos
Todo o processo de elaboração de O Último Solo atribui os seguintes créditos:
| Gestão - EMI: gravadora proprietária dos direitos autorais fonográficos, das imagens, das notas do encarte e dos logos; subeditora (1, 7) - Warner Chappell: subeditora (2, 5, 6, 8, 9) - BMG Music Pub. Brasil: subeditora (3, 4) - Sonopress-Rimo Indústria e Comércio Fonográfica Ltda.: distribuição | Locais de gravação, masterização e mixagem - Discover Digital Studio - Rio de Janeiro, Brasil - AR Estúdio - Rio de Janeiro, Brasil: piano acústico (2, 3) - Abbey Road Studios (Estúdio 1) - Londres, Inglaterra: orquestra (2, 3) |

Vocais
- Renato Russo: vocais principais